# Maria Martins (athlétisme)
Pour les articles homonymes, voir Maria Martins et Martins.
Maria Martins dos Reis Silva (née le 1er avril 1974 à Santa Catarina au Cap-Vert) est une athlète française, spécialiste du demi-fond.
Arrivée à Roubaix en 1988 pour rejoindre son père, elle mesure 1,62 m pour 50 kg. Son professeur d'EPS détecte ses aptitudes à la course et la dirige vers l'athlétisme. Elle débutera donc au Lille UC jusqu'en 1993, puis mutera à l'Athletic Club de Villeneuve-d'Ascq (ACVA) avant de stopper l'entraînement fin 1995 pour cause de maternité. Elle reprendra en 1999 poussée par son entraîneur villeneuvois et signera une licence à l'US Tourcoing avant que son club ne devienne le Lille Métropole Athlétisme en 2006. Elle a été sélectionnée 24 fois en équipe de France A.
En août 2007, elle est sélectionnée en équipe de France aux Championnats du monde d'athlétisme 2007.

## Palmarès
Cross-Country
- Championne de France du cross long en 2005.
- Vainqueur des interrégionaux nord de cross long en 2000, 2002 et 2005.
- Championne du Nord-Pas-de-Calais du cross long en 2002.